# 野中直子
野中 直子（のなか なおこ、1951年5月21日 - ）は、元文化放送アナウンサー。

## 来歴
東京都世田谷区出身。血液型B型。
東京都立新宿高等学校出身で、同級生には作曲家の坂本龍一、元衆議院議員（自民党所属、元厚生労働大臣・元官房長官）の塩崎恭久、フリーアナウンサーで元ニッポン放送アナウンサーの那須恵理子、写真家の馬場憲治がいる。慶應義塾大学文学部を卒業した。
1974年4月、文化放送に入社した。アナウンサーの同期には吉田照美、松田啓子がいる。
2011年4月3日付けで、定年退職をした。

## 過去の担当番組
- 野沢那智の東京サンセット[1]
- 林家正蔵のサンデーユニバーシティ
- 文化放送ニュース、天気予報（土曜・日曜）
- SATURDAY HUMAN SQUARE 高木美保 close to you
- みのりの箱 クリーンライフメモ（月 - 金 12:30頃）
  - 「寺島尚正 ラジオパンチ!」→「くにまるジャパン」内で、約1分間の放送
  - 野中が定年退職したのにともない、2011年4月4日放送分より伊藤佳子が担当を引き継いだ。
- ミュージックトレイン
- 大野勢太郎の日曜昼型ラジオ
- ニュース・パレード（金曜日担当キャスター　2010年10月1日まで担当）